# BSR Valladolid
El BSR Valladolid es un club deportivo de Valladolid (Castilla y León) dedicado a la promoción del baloncesto en silla de ruedas. Su equipo, compite con el nombre de Fundación Aliados y participa en todas las competiciones oficiales nacionales e internacionales.
Fue fundado el 14 de diciembre de 1994 con el nombre de Club Deportivo ASPAYM CASTILLA Y LEÓN.
Su primer presidente fue José A. de Castro Blanco. Actualmente milita en la División de Honor de la Liga Nacional de Baloncesto en Silla de Ruedas, organizada por la FEDDF (Federación Española de Deportes para Discapacitados Físicos) y patrocinada por la Fundación ONCE.
Desde su ascenso a la máxima categoría del baloncesto en silla de ruedas nacional en la temporada 1998-1999, ha permanecido en la misma, siendo uno de los 10 equipos que han logrado el entorchado de Campeón de Liga desde la creación de la misma en la temporada 1973-1974. De igual forma, es uno de los 9 equipos españoles que han conseguido vencer en una competición continental. Este hecho se produjo el 25 de abril de 2010 cuando logró el título de Campeón de la WILLI BRINKMANN CUP, en Ginebra (Suiza).
Por este club han pasado varios de los mejores jugadores nacionales y extranjeros: Antonio Henares, Tristan Knowles, Salvador Zavala, Diego de Paz, Carlos Olivares, Dan Highcock, Pablo Martín, Alejandro Zarzuela o Adam Lancia hasta completar 59 jugadores.
El club está patrocinado por la Fundación Aliados.

## Historia

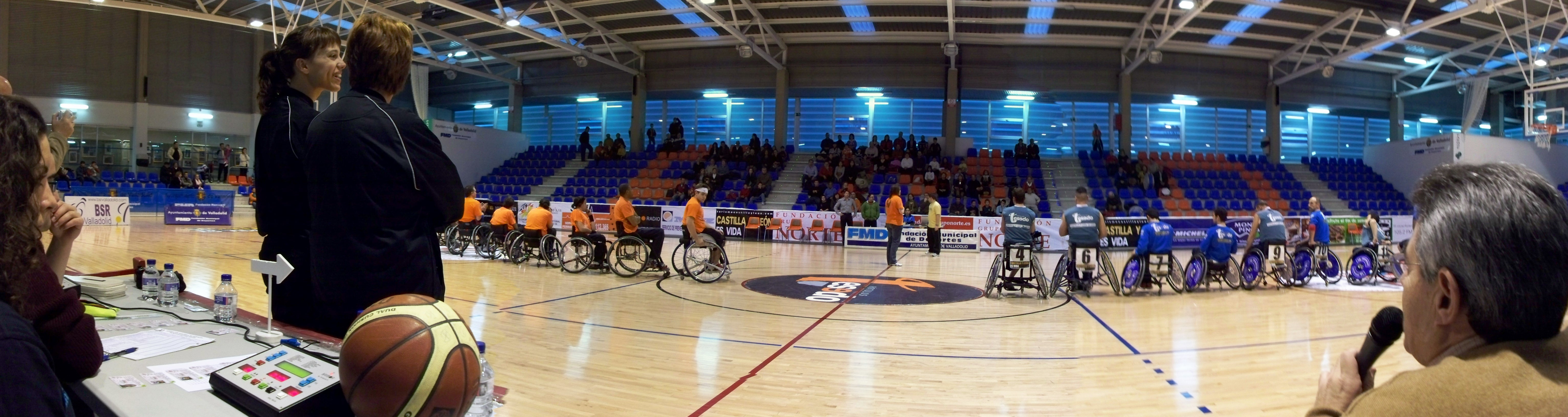
Presentación del partido

El BSR VALLADOLID (Club Baloncesto Silla de Ruedas Valladolid) fue creado el 14 de diciembre de 1994 con la finalidad de proporcionar un medio para la práctica deportiva a los discapacitados de Valladolid y Castilla y León. El club fue creado bajo el paraguas de la Asociación de Parapléjicos y Grandes Minusválidos ASPAYM CASTILLA Y LEÓN. Sin embargo, se crea con una entidad propia y diferenciada.
Con varios jugadores nobeles y la incorporación de dos baloncestistas con experiencia del extinto CID de Burgos, comienza la andadura de un equipo que llegará a las más altas cotas en la elite del baloncesto adaptado español rompiendo, en la temporada 2010-2011, con 20 años de hegemonía de los equipos patrocinados por la Fundación ONCE en el Campeonato Nacional de Liga.
En tres temporadas y partiendo de la 2.ª División, logra alcanzar la División de Honor. En su primer año en la elite, obtiene el 3.º puesto en la Liga, un 4.º en la Copa del Rey y su derecho a participar en competiciones europeas. La incorporación de jugadores con experiencia, complementan perfectamente al bloque que había logrado el ascenso a la máxima categoría. Pablo Martín, José María Cabrero, Rolando Lázaro Alexander y José L. Álvarez "Madriles", se convierten en las estrellas del equipo.
Una temporada más tarde, con la incorporación del aragonés Iván Alonso, el cuadro vallisoletano logra un 4.º puesto en Liga, el Subcampeonato de la Copa del Rey de Alcoy y un meritorio 4.º puesto en la ANDRE VERGAUWEN CUP (Competición internacional organizada por la IWBF) celebrada en Cantú (Italia).
Sin embargo, tras 5 temporadas de éxitos, la plantilla envejece y el club pasa por momentos muy delicados económicamente ante el abandono de su patrocinador oficial. Comienza una "travesía del desierto" que le hace bajar varios escalones en el panorama nacional y desaparecer de las competiciones continentales tras su segunda intentona en Róterdam en la ANDRE VERGAUWEN CUP (Segunda competición europea) en donde logra otro 4.º puesto.
Tras el revés sufrido a nivel de patrocinador, sus directivos cambian la estrategia y comienzan a crear una red de patrocinadores privados que solventan la situación en tres temporadas. De igual forma, los caminos del club y de la Asociación ASPAYM se separan. El Club cambia su denominación por la de BSR VALLADOLID (Baloncesto Silla de Ruedas Valladolid).
Por otro lado, las gestiones ante el presidente de Corporación Grupo Norte en 2002 fructifican y la Fundación Grupo Norte se convierte en el patrocinador oficial del club. A partir de ese momento, el equipo se denominará comercialmente FUNDACIÓN GRUPO NORTE.
La cantera comienza a funcionar y aparecen futuros grandes jugadores (José L. Robles, hoy capitán del equipo, Jonatan Soria, Daniel Rodríguez, David Fernández, Juanjo Alonso, etc). Al mismo tiempo, el club logra que Antonio Henares, el mejor jugador español de todos los tiempos, juegue en Valladolid. El ascenso del nivel de juego se nota en la clasificación. Comienza a superarse un bache de varias temporadas en donde el equipo logró mantener la categoría, en alguna de ellas con muchas dificultades.
Retorna a las competiciones europeas y logra dos cuartos puestos más, esta vez en la WILLI BRINKMANN CUP. Concretamente Vigo y Tuzla (Bosnia) albergan las Fases Finales de las competiciones europeas en donde el equipo vallisoletano retoma su senda europea.
Y llegamos a la época más gloriosa del Club. En la temporada 2008-2009, Salvador Zavala, el mejor jugador extranjero del momento, acepta la oferta del Fundación Grupo Norte. En febrero de esa misma temporada, llega al equipo Tristan Knowles, medalla de oro de los Juegos Paralímpicos de Pekín con la Selección Australiana. El cambio en el juego y en los resultados son notorios. A ello hay que sumar que José A. de Castro se convierte en entrenador del equipo casi simultáneamente con la muerte de Juan de la Cruz, el anterior entrenador.

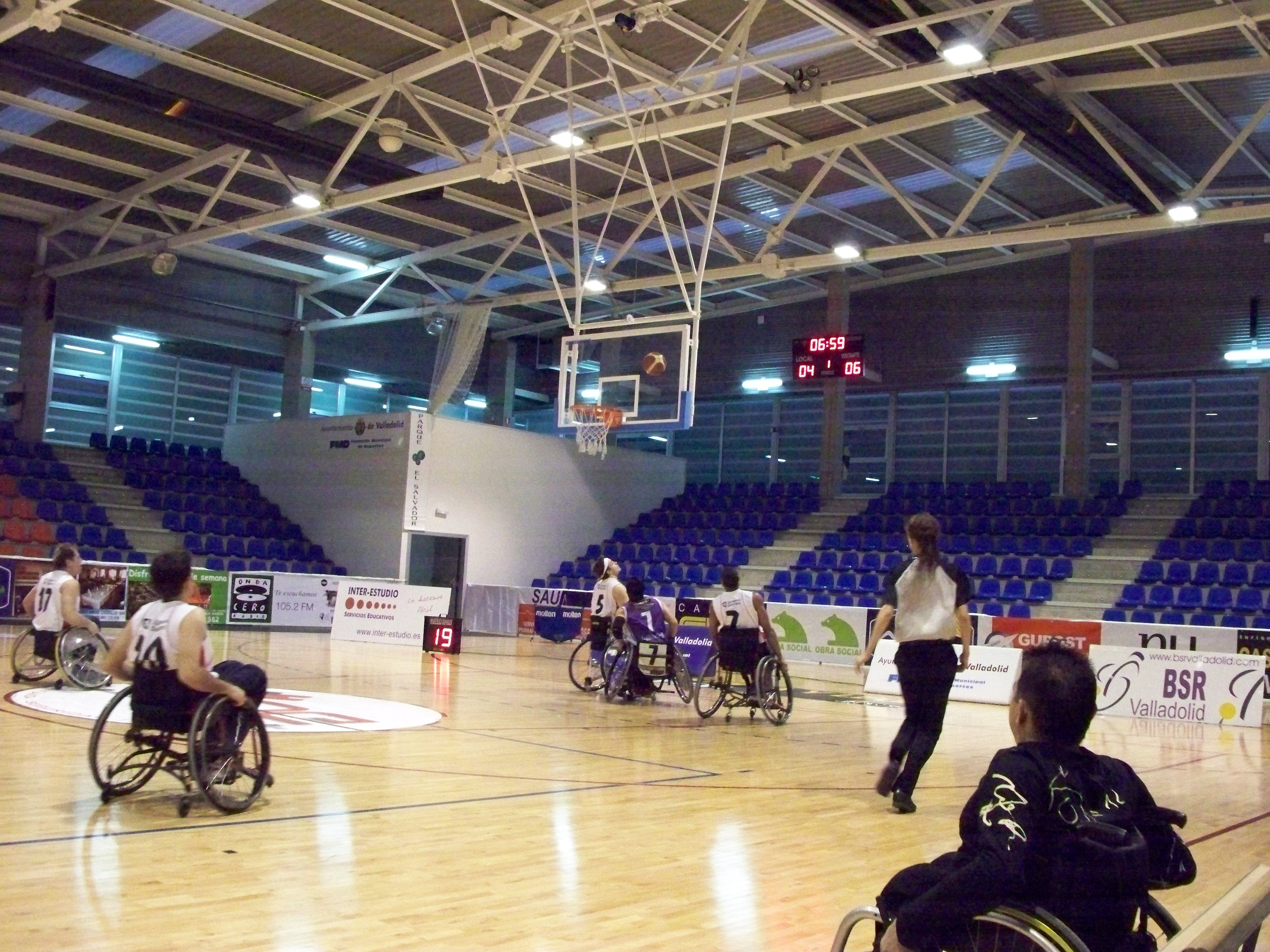
Juan de la Cruz dirigiendo a sus chicos

En esa misma temporada, el BSR VALLADOLID es el encargado de organizar la Fase Final de la WILLI BRINKMANN CUP. El club logra las alabanzas en cuanto a la organización, sin embargo, en lo deportivo logra otro 4.º puesto, lejos de sus aspiraciones iniciales.
Al comienzo de la campaña 2009-2010, se incorpora un gran jugador inglés, Dan Highcock. Se estaba formando un gran equipo que retorna a la 4.ª posición en la Liga y obtiene el 3.º puesto en la Copa del Rey de Toledo. Sin embargo, el mayor éxito llegaría el 25 de abril de 2010 en Ginebra (Suiza). Allí, se proclama Campeón de la WILLI BRINKMANN CUP, el mayor éxito hasta ese momento que le lleva al puesto 18.º en el Ranking Europeo de Clubes de la IWBF-EUROPE.
Comienza la temporada 2010-2011 con la incorporación de dos grandes jugadores: Francisco Sánchez y Alejandro Zarzuela. Aunque el equipo cae en la primera jornada de Liga en Madrid ante CD Fundosa Once, el resto de los 21 encuentros son ganados consecutivamente alcanzando el título de Campeón de Liga a falta de una jornada. Se había formado una gran plantilla que le hace casi invencible. Por si fuera poco, también consigue el Subcampeonato de la Copa del Rey en Marbella y el 4.º puesto en la CHAMPIONS CUP celebrada en Zwickau (Alemania). Sin duda, una temporada irrepetible en donde el club sube hasta el 4.º puesto en el Ranking Europeo.
El equipo es remodelado casi completamente al comienzo de la temporada actual (2011-2012). A la plantilla llegan cuatro excelentes jugadores: Diego de Paz, Adam Lancia, Iván Martínez Toscano y José Leep.

## Palmarés
TEMP. 95-96:	LIGA:		3.º Segunda División
TEMP. 96-97:	LIGA:		CAMPEÓN Segunda División
TEMP. 97-98:	LIGA:		CAMPEÓN Primera División
TEMP. 98-99:	LIGA:		3.º División de Honor //
			COPA:		4.º (Oviedo)
TEMP. 99-00:	LIGA:		4.º División de Honor //
			COPA:		SUBCAMPEÓN (Alcoy-Alicante) //
			C.E.:		4.º Copa de Europa André Vergauwen (Cantú-Italia)
TEMP. 00-01:	LIGA:		7.º División de Honor //
			COPA:		5.º (Alcalá de Henares) //
			C.E.:		4.º Copa de Europa André Vergauwen (Rótterdam-Holanda)
TEMP. 01-02:	LIGA:		8.º División de Honor //
TEMP. 02-03:	LIGA:		8.º División de Honor //
			COPA C-L:	CAMPEÓN (Burgos)
TEMP. 03-04:	LIGA:		8.º División de Honor //
			COPA C-L:	CAMPEÓN (La Cistérniga-Valladolid)
TEMP. 04-05:	LIGA:		6.º División de Honor //
			COPA:		6.º (Almería)
TEMP. 05-06:	LIGA:		7.º División de Honor //
			COPA:		4.º (Castelló de Ampurias-Gerona) //
			C.E.:		4.º Copa de Europa Willi Brinkman (Vigo-España) //
			COPA C-L:	CAMPEÓN (Miranda de Ebro)
TEMP. 06-07:	LIGA:		8.º División de Honor //
			COPA:		7.º (Badajoz) //
			COPA C-L:	CAMPEÓN (Salamanca)
TEMP. 07-08:	LIGA:		10.º División de Honor //
			C.E.:		4.º Copa de Europa Willi Brinkman (Tuzla-Bosnia) //
			COPA C-L:	CAMPEÓN (León)
TEMP. 08-09:	LIGA:		7.º División de Honor //
			COPA:		8.º (Granada) //
			C.E.:		4.º Copa de Europa Willi Brinkman (Valladolid) //
			COPA C-L:	CAMPEÓN (Palencia)
TEMP. 09-10:	LIGA:		4.º División de Honor //
			COPA:		3.º (Toledo) //
			C.E.:		CAMPEÓN Copa de Europa Willi Brinkman (Ginebra-Suiza) //
			COPA C-L: CAMPEÓN (Zamora)
TEMP. 10-11:	LIGA:		CAMPEÓN División de Honor //
			COPA:		SUBCAMPEÓN (Marbella) //
			C.E.:		4.º CHAMPIONS CUP (Zwickau-Alemania) //
			COPA C-L:	SUBCAMPEÓN (Burgos)
TEMP. 11-12:	COPA C-L: CAMPEÓN
TEMP. 12-13:	COPA C-L: CAMPEÓN
TEMP. 13-14:	COPA C-L: CAMPEÓN
TEMP. 14-15:	COPA C-L: CAMPEÓN
TEMP. 15-16:	COPA C-L: CAMPEÓN
TEMP. 16-17:      COPA C-L: CAMPEÓN
TEMP. 17-18:	COPA C-L: CAMPEÓN
TEMP. 18-19:

## Otros premios
Premio a la mejor Entidad de Castilla y León otorgado por el Excmo. Ayuntamiento de Arenas de S. Pedro (Ávila).
Mejor Entidad Deportiva de Valladolid en la Temporada 2002-2003 otorgado por el Excmo. Ayuntamiento de Valladolid.
Mejor Entidad Deportiva de Valladolid en la Temporada 2009-2010 otorgado por el Excmo. Ayuntamiento de Valladolid.
Mejor Entidad Deportiva de Castilla y León en la Temporada 2009-2010 otorgado por la Junta de Castilla y León.
Premio de la Asociación de Hosteleros de Valladolid en 2009.
Piñón de Oro otorgado en 2010 por la Casa de Valladolid en Madrid.
Premio de la Asociación de la Prensa Deportiva de Valladolid en 2010.
Premio de la Universidad Europea Miguel de Cervantes de Valladolid en 2010.
Premio de la Universidad Europea Miguel de Cervantes de Valladolid en 2011.
Becas Relevo de la Dirección General de Deportes de la Junta de Castilla y León en 2010

## Cuerpo técnico 2011-12
- Entrenador: José A. de Castro Blanco.
- Entrenador asistente: David Fernández López.
- Preparador físico: Raquel Martínez Sinovas.
- Mecánico: Luis A. de Castro Mariano.
- Fisioterapeuta: Raquel Martínez Sinovas.

## Composición orgánica del club

### Junta Directiva
PRESIDENTE: José A. de Castro
VICEPRESIDENTE: Joaquín Estellés
SECRETARIO: Blanca Ortega
TESORERO: Luis Miguel Sánchez
VOCAL: Julio Justo
VOCAL: Gonzalo Méndez

### Equipo Ejecutivo
DIRECTOR GENERAL: Julio Justo
COORDINADOR GENERAL: Roberto de Castro
JEFE DE PRENSA: Iñigo Torres
JEFE PLANIFICACIÓN: José María Bazán
JEFE EQUIP. VOLUNT: Natalia Antolín